# 草津市立草津宿街道交流館
草津市立草津宿街道交流館（くさつしりつくさつじゅくかいどうこうりゅうかん）は滋賀県草津市草津にある歴史史料館である。往時の草津宿のにぎわいの再生を目指した地域づくりの拠点として1999年4月に開館した。

## 交流館の目的
東海道と中山道が合流・分岐する宿場町「草津宿」。江戸時代の町家を模した街道交流館は以下の目的を持って開館されている。
- 「往年の草津宿のにぎわい」の再生を目指した地域づくりの拠点
- 道の国・近江を広くアピールする施設

また、街道交流館に訪れた方には「良き思い出作りの場所」。草津市民に対しては「誇れるふるさとづくりの場」を目指している。

## 常設展示
旅籠の再現模型
江戸時代の旅籠の店先を再現。
草津宿旅籠の食事
文化10年（1813年）、草津宿に宿泊した大坂の商人が日記に記録していた夕食・朝食を再現したもの。
草津宿まちなみ模型
江戸時代終わりごろの草津宿の町並みを、明治5年（1873年）の地籍図・幕末期の屋敷割絵図などをもとに200分の1で再現している。
京・大津側は矢倉村村境まで、江戸側は世基池・小汐井神社・覚善寺付近までを含む。
石造道標（複製）
現在は立木神社内にある、現存県内最古といわれる石造道標（草津市指定文化財）の複製。延宝8年（1680年）の年紀がある。

## 開催したテーマ展
出典：『街道文化通信』vol.19（2010.1.25発行）「草津宿街道交流館十年のあゆみ」による。
- 1999年度
  - 草津名物姥が餅
  - 近江の街道と本陣─絵図に見る本陣
  - 浮世絵忠臣蔵 中神コレクション展
  - 旅を支えた文化─浮世絵と和本の技術─
- 2000年度
  - 旅籠屋の風景
  - 街道と人形
  - 街道浮世絵展─中神コレクションの世界─
  - 街道と遺跡─栗太郡の古代官道を考える
- 2001年度（東海道400年記念）
  - 浮世絵に描かれた名所と名物 近江東海道 見たもの買うたもの
  - 東海道・東のうまいもの
  - 東海道 近江八景と街道の名所
- 2002年度（中山道400年記念）
  - 皇女和宮と草津宿 中山道を行く
  - 中山道みやげとうまいもの
- 2003年度
  - 癒しの旅情 西国巡礼の旅
  - 鉄道たび物語 草津周辺の鉄道史をたどる
- 2004年度（市制50周年）
  - 街道をゆく 新選組と幕末の志士
  - 草津半世紀 市制50周年特別展〜あゆみとくらし
  - 浮世絵 広重・三代豊国らの描く街道風景
- 2005年度
  - 急がば回れ 東海道と矢橋の渡し
  - 参勤交代と草津宿本陣
- 2006年度
  - 東海道五十三次 広重浮世絵の世界
  - 本陣今昔物語 近江に伝わる大名たちの宿
- 2007年度
  - 街道鳥瞰 道中絵図から観光図へ
  - 鉄道の楽しみ 見る・乗る・食べる
  - 弥次喜多道中さらに西へ〜続『膝栗毛』の旅〜
- 2008年度
  - 越すにこされぬ草津川 近江における東海道・中山道の川越し
  - 道にまつわる物語 草津歴史資料コレクション展2
  - 江戸の旅 物見遊山と湯治
- 2009年度
  - ハッケヨイ！街道をゆく力士たちと近江の相撲
  - ゲゲゲの鬼太郎 妖怪道五十三次の世界
  - 宿場発掘モノがたり 草津歴史資料コレクション展III
  - 草津の鉄道120年 東海道線・草津線と草津駅

## 発行物
- 『0から学ぶ草津の歴史』宿場町（2019年3月1日初版発行）

## 交通アクセス
- JR琵琶湖線（東海道本線）・JR草津線 草津駅から徒歩12分。
- 同駅からまめバスで道灌蔵（）停留所下車、徒歩1分。